# Corey Johnson
Corey Johnson (născut John Johnson; n. 17 mai 1961, parohia Orleans⁠(d), Louisiana, SUA) este un actor de personaj american, activ cu precădere în Marea Britanie, cunoscut pentru rolurile secundare din Hellboy - Eroul scăpat din Infern, Kingsman: Serviciul secret, Căpitanul Phillips, Ultimatumul lui Bourne, Rupe-tot⁠(d), Ex Machina, serialul Spooks⁠(d) (episodul The Special), serialul Doctor Who (episodul Dalek) și The Last Days of Lehman Brothers⁠(d).

## Biografie
Johnson s-a născut John Johnson în New Orleans, Louisiana. A fost unul dintre cei cinci copii ai familiei, având doi frați și două surori. Unul dintre frații săi este gazda radio a unei emisiuni sportive în New Orleans. A urmat cursurile Central School of Speech and Drama din Londra, unde a cunoscut-o pe actrița Lucy Cohu⁠(d). Cei doi s-au căsătorit, însă după 6 ani au divorțat.

### Cariera
Printre filmele în care a apărut se numără Asasin în slujba legii⁠(d), Asasinul⁠(d), The Bourne Ultimatum, The Bourne Legacy, Salvați soldatul Ryan, Hellboy, Vânătoare fatală și Destine de război⁠(d). De asemenea, a apărut în miniseria HBO Camarazi de război. Johnson a avut un an remarcabil în 1999, interpretându-l pe americanul Daniels în filmul Mumia, iar apoi pe asasinul  Bruno Decker în Nu deranjati!⁠(d) alături de William Hurt și Michael Chiklis.
Johnson a apărut în rolul lui Henry van Statten în „Dalek⁠(d)”, un episod al din serialului Doctor Who în 2005. Acesta a apărut în Spooks, Razboiul lui Foyle⁠(d), Celeb și Nash Bridges. A interpretat rolul lui Louis Nacke II în filmul Zborul United 93⁠(d). În aprilie 2007, Johnson și-a făcut debutul pe Broadway în rolul lui Jack Brennan⁠(d), șeful de cabinet al lui Nixon, în Frost/Nixon⁠(d).
În aceeași perioadă, Johnson a apărut în Interlocutorul⁠(d) cu Elliott Gould și Frank Langella în rolurile principale.
În 2004, Johnson a fost nominalizat la categoria cel mai bun actor la UK Theatre Awards⁠(d) pentru rolul lui Eddie Carbone în piesa de teatru A View from the Bridge⁠(d). De asemenea, a realizat dublajul pentru mai multe jocuri video, inclusiv Reign of Fire și Constantine.
Johnson a obținut un rol în piesa The Last Days of Judas Iscariot⁠(d) la teatrul Almeida⁠(d) din Londra.
Până la 19 septembrie 2014, Johnson l-a interpretat pe Mitch în piesa „Un tramvai numit dorință” la teatrul Young Vic din Londra, alături de Gillian Anderson și Ben Foster. Interpretarea sa a fost descrisă drept „plăcută” și „uniformă” de criticul de teatru al Evening Standard, iar producția generală a primit, de asemenea, aprecieri critice. În 2015, a jucat rolul unui pilot de elicopter în filmul științifico-fantastic Ex Machina, alături de Alicia Vikander, Domhnall Gleeson⁠(d) și Oscar Isaac.

## Filmografie

### Filme
| An   | Titlu                                           | Rol                              | Note                                             |
| ---- | ----------------------------------------------- | -------------------------------- | ------------------------------------------------ |
| 1993 | The Innocent                                    | Lou                              | Debut                                            |
| 1998 | Saving Private Ryan                             | Navy Radioman (aka, Shore Party) |                                                  |
| 1999 | The Mummy                                       | David Daniels                    |                                                  |
| 1999 | Do Not Disturb                                  | Bruno Decker                     |                                                  |
| 2000 | Harrison's Flowers                              | Peter Francis                    |                                                  |
| 2001 | Black Hawk Down                                 | U.S. Medic                       | Necreditat                                       |
| 2001 | Last Run                                        | Jon Neely                        |                                                  |
| 2001 | Endgame                                         | Max Bergman                      |                                                  |
| 2003 | Out for a Kill                                  | Ed Grey                          | Direct-to-video                                  |
| 2004 | Hellboy                                         | Agent Clay                       |                                                  |
| 2005 | 7 Seconds                                       | Tool                             | Direct-to-video                                  |
| 2005 | A Sound of Thunder                              | Christian Middleton              |                                                  |
| 2006 | United 93                                       | Louis J. Nacke II                |                                                  |
| 2006 | Rollin' with the Nines                          | Chronic                          |                                                  |
| 2006 | The Contract                                    | Davis                            |                                                  |
| 2007 | The All Together                                | Mr. Gaspardi                     |                                                  |
| 2007 | Davros Connections                              | Henry van Statten                | Direct-to-video Video din arhivă Film documentar |
| 2007 | The Bourne Ultimatum                            | Ray Wills                        |                                                  |
| 2008 | The Caller                                      | Paul Wainsail                    |                                                  |
| 2009 | Thick as Thieves                                | Voutiritas                       |                                                  |
| 2009 | The Last Days of Lehman Brothers                | Richard S. Fuld, Jr.             |                                                  |
| 2009 | Universal Soldier: Regeneration                 | Colonel John Coby                | Direct-to-video                                  |
| 2009 | The Fourth Kind                                 | Tommy Fisher                     |                                                  |
| 2010 | Pimp                                            | Axel                             |                                                  |
| 2010 | Kick-Ass                                        | Sporty Goon                      |                                                  |
| 2011 | X-Men: First Class                              | Chief Warden                     |                                                  |
| 2011 | Day of the Falcon                               | Thurkettle                       |                                                  |
| 2012 | The Bourne Legacy                               | Ray Wills                        |                                                  |
| 2013 | How I Live Now                                  | Consular Official                |                                                  |
| 2013 | Captain Phillips                                | Ken Quinn                        |                                                  |
| 2014 | Warhol                                          | Dave Dawson                      | Scurtmetraj                                      |
| 2014 | Blood Moon                                      | Hank Norton                      |                                                  |
| 2014 | National Theatre Live: A Streetcar Named Desire | Harold Mitchell                  |                                                  |
| 2014 | Kingsman: The Secret Service                    | Church Leader                    |                                                  |
| 2015 | Ruby Strangelove Young Witch                    | Zebubb                           |                                                  |
| 2015 | Ex Machina                                      | Jay                              |                                                  |
| 2016 | Jackie                                          | Larry O'Brien                    |                                                  |
| 2017 | Megan Leavey                                    | Master Sergeant                  |                                                  |
| 2018 | The Titan                                       | CI Jim Petersen                  |                                                  |
| 2018 | Hunter Killer                                   | Captain                          |                                                  |
| 2018 | A Private War                                   | Norm Coburn                      |                                                  |
| 2019 | Churchill and the Movie Mogul                   | Additional Senator               | Film documentar                                  |
| 2019 | Radioactive                                     | Adam Warner                      |                                                  |
| 2019 | The Coldest Game                                | Donald Novak                     |                                                  |
| 2019 | Swept Under Rug                                 | Bob                              | Scurtmetraj                                      |
| 2020 | Enemy Lines                                     | General McCloud                  | Post-producție                                   |
| 2020 | Lair                                            | Steven Caramore                  | Post-producție                                   |
| 2021 | The Mauritanian                                 | Bill Seidel                      |                                                  |
| 2022 | Morbius                                         | Mr. Fox                          | Post-producție                                   |
| 2022 | Batgirl                                         | TBA                              | În producție                                     |

### Seriale
| An         | Titlu                                  | Rol                        | Note                                                                     |
| ---------- | -------------------------------------- | -------------------------- | ------------------------------------------------------------------------ |
| 1992       | A Dangerous Man: Lawrence After Arabia | Reporter                   | Necreditat Film de televiziune                                           |
| 1994       | Under the Hammer                       | Peter Pollack              | Episodul: "After Titian"                                                 |
| 1995       | Casualty                               | Jackson - Ice Hockey Coach | Episodul: "Exiles"                                                       |
| 1996       | Over Here                              | Webster                    | Film de televiziune                                                      |
| 1997       | Kavanagh QC                            | Eugene Styles              | Episodul: "In God We Trust"                                              |
| 2001       | Nash Bridges                           | Edward Bender              | Episodul: "The Partner"                                                  |
| 2001       | Band of Brothers                       | Major Louis Kent           | Episoadele: "Why We Fight" and "Points"                                  |
| 2002       | Auf Wiedersehen, Pet                   | Gary Hathaway              | Episodul: "Another Country"                                              |
| 2003       | Second Nature                          | Bobby Willard              | Film de televiziune                                                      |
| 2005       | Doctor Who                             | Henry van Statten          | Episodul: "Dalek"                                                        |
| 2006       | Foyle's War                            | Sergeant Jack O'Connor     | Episodul: "Invasion"                                                     |
| 2007       | Sex, the City and Me                   | Jeff Moran                 | Film de televiziune                                                      |
| 2009       | The Last Days of Lehman Brothers       | Richard "Dick" Fuld        | Film de televiziune                                                      |
| 2011       | Beaver Falls                           | Rick Traviata              | Episodul: "#1.3"                                                         |
| 2011–2014  | Nova                                   | Narator                    | 5 episoade                                                               |
| 2011       | Comedy Showcase                        | Rex Masters                | Episodul: "Felix & Murdo"                                                |
| 2012       | Playhouse Presents                     | John D. Ehrlichman         | Episodul: "Nixon's the One"                                              |
| 2012       | Treasures Decoded                      | Narator                    | Episodul: "The Vinland Map"                                              |
| 2013       | Nazi Mega Weapons                      | Narator                    | Episodul: "Fortress Berlin" Serie documentară                            |
| 2013       | Nixon's the One                        | John D. Ehrlichman         | Episodul: "Pilot" and "Secrets"                                          |
| 2014       | 24: Live Another Day                   | Admiral                    | Miniserie Episoadele: "9:00 p.m.-10:00 p.m." and "10:00 p.m.-11:00 p.m." |
| 2015       | The Saboteurs                          | General Pritchard          | 3 episoade Miniserie pentru televiziune                                  |
| 2015       | Crossing Lines                         | Jay Pemberton              | Episoadele: "Redux" and "Whistleblower"                                  |
| 2017, 2020 | The Windsors                           | Donald Trump               | Episoadele: "#2.6" and "3.6"                                             |
| 2017–2018  | Strike Back                            | Colonel Parker             | 4 episoade                                                               |
| 2018       | The Alienist                           | Hobart Weaver              | Episodul: "Psychopathia Sexualis"                                        |
| 2018       | The City and the City                  | Geary                      | Episoadele: "Beszel" and "UI Qoma"                                       |
| 2018       | Deep State                             | Burrell                    | 5 episoade                                                               |

### Teatru
| An   | Titlu                           | Roluri                      | Note              |
| ---- | ------------------------------- | --------------------------- | ----------------- |
| 2007 | Frost/Nixon                     | Jack Brennan                | Debut pe Broadway |
| 2008 | The Last Days of Judas Iscariot | Soldier / Judge Littlefield |                   |
| 2010 | Enron                           | Jeffrey Skilling            |                   |
| 2014 | A Streetcar Named Desire        | Harold Mitchell             |                   |
| 2015 | Man and Superman                | Mr. Malone                  |                   |